# Hikaru Hajaši
Hikaru Hajaši (japonsky 林光 Hajaši Hikaru, 22. října 1931 Tokio, Japonsko – 5. ledna 2012 tamtéž) byl japonský hudební skladatel, klavírista a dirigent. Jeho bratrancem je flétnista Ririko Hajaši. V roce 1998 získal cenu Suntory Music Award.